# AAAのA〜お話
AAAのA〜お話（トリプルエーのえーおはなし）は、AAAのメンバーがDJを務めていたニッポン放送のラジオ番組である。

## 概要
「東貴博ニッポン全国ラジベガス」の内包箱番組として2005年10月3日より放送開始。月曜から金曜に放送されていた。
当初は23時30分頃からの10分番組だったが、2006年4月3日より、22時50分頃からの5分番組になった。
また、当初はメンバー1人が登場していたが、後半からメンバー2人が登場するようになった。
2006年2月20日 - 2月24日の放送は「ラジベガス」が「オールスター総登場家族対抗ワールドエンタメ雑学クイズ・グランプリ」を行っていたため、メンバーの1人が登場し、本人に関する雑学クイズを出題した。
2006年5月29日からは「№1アタックオールアラウンダーは誰だ」と題して、メンバー全員が登場し、色々なことで対決をしている。
同年10月からの番組改編により、10月2日からは「東貴博のヤンピース」内でのみ放送を続行、「南海キャンディーズ 山里亮太のヤンピース フライデースペシャル」が放送される金曜日での放送は、9月29日を以って終了した。
2007年4月からの「ヤンピース」の番組改編に伴い、同年3月29日をもって放送を終了した。

## コーナー・テーマ
第1回リニューアル前
メンバーの1人又は2人登場し、テーマにそって「A〜お話」を紹介。
- 東京の街と友達をテーマにしたリアルな生活感たっぷりの日記（A〜お話）を紹介。
- 様々なテーマに関したA〜お話を紹介。
- 本人に関する雑学クイズを出題。

第1回リニューアル後
メンバーの内2人が登場し、曜日ごと決められたテーマに沿ってA〜お話を紹介。
- 月曜日：先週1週間全力でがんばったエピソードを紹介。
- 火曜日：リスナーからのメールに答える。
- 水曜日：お気に入りの一曲を紹介する。
- 木曜日：リスナーからのメールに答える。
- 金曜日：心から「ありがとう」と言いたいエピソードを紹介。
- 「No.1　アタックオールアラウンダーは誰だ！？」（2006年5月22日 - ）
AAAのうちの1人が司会をし、残りのうちの3 - 4名が腹筋や早口言葉で対決し1週間で勝者をきめる。
- 「楽勝ON AIRバトル」　　
男子チームと女子チームに分かれ、新しい略語について面白い答えを言い、勝ったチームの曲がかかる。
  - 男子チーム勝利：ソウルエッジボーイ
  - 女子チーム勝利：キモノジェットガール
  - 両チーム微妙な場合：ハリケーン・リリ、ボストン・マリ

第2回リニューアル後
月曜日・水曜日・金曜日は宇野実彩子と日高光啓のA〜お話。火曜日・木曜日は西島隆弘と末吉秀太のA〜お話。
- 月曜日：日高光啓のヒップホップセレクション
- 水曜日：宇野実彩子のイングリッシュリリックセレクション
- 金曜日：今週発売の洋楽を1曲紹介（金曜日の放送は9月29日で終了）
- 火曜日・木曜日：色々なトークやリスナーからのメールに答える。